# A túlvilág szülötte
A túlvilág szülötte (eredeti cím: The Unborn) 2009-es amerikai természetfeletti horror-thriller, melyet David S. Goyer írt és rendezett. A film főszereplője Odette Annable, egy fiatal nő, akit egy szellem (a Dybukk) gyötör és arra törekszik, hogy segítséget kapjon a Rabbitól. További szerepet Cam Gigandet, Gary Oldman és Carla Gugino alakítja. A film producere Michael Bay, gyártotta a Platinum Dunes.
Az amerikai mozikban, 2009. január 9-én mutatta be a Rogue Pictures, Magyarországon március 26-án.
A Metacritic oldalán a film értékelése 30% a 100-ból, ami 16 véleményen alapul. A Rotten Tomatoeson a Túlvilág szülötte 11%-os minősítést kapott, 116 értékelés alapján.

## Történet
Casey Beldon rémálomba illő hallucinációkkal rendelkezik; A környéken szokott látni egy furcsa kinézetű kutyát és egy gonosz kisgyereket, ragyogó kék szemekkel. Egy éjjelen, amikor bébiszitterként vigyáz a szomszéd fiúra, Mattyre, észreveszi őt egy tükördarabbal a kezében, és annak tükörképében a csecsemő testvérét. Matty ahogy megfordul, hirtelen megtámadja Caseyt, és a tükröt szétzúzza a fején, majd azt mondja neki, hogy: "Jumby most akar megszületni". Lefekteti az ágyába, és feldúltan elhagyja a házat. Casey barátnője, Romee elmagyarázza neki a babonát; Hogy ha egy újszülött baba egyéves kora előtt látja a saját tükörképét, hamarosan meg fog halni. Nem sokkal később Casey szeme színe kezd elváltozni. Az orvos elmagyarázza neki, hogy heterokrómiája van, amely születési hiba vagy egy sokk miatt is kijöhet, de ez teljesen normális. Ritka esetben arra is utalhat, hogy melanóma van az egyik szem-íriszen. Ezután észreveszi, hogy a szomszéd baba meghal – A babona beigazolódott.
Casey apja bevallja neki, hogy lett volna egy ikertestvére évekkel ezelőtt, csak ő meghalt, amikor a köldökzsinór megfojtotta, míg az anyaméhben volt, akit az anyja és az apja "Jumby" beceneven szólítottak. Elkezd gyanakodni, hogy a szellem kísérti őt, és a halott iker a világra akar jönni, mint egy gonosz. Casey találkozik Sofi Kozmával, akiről később megtudja, hogy a nagymamája; Elmagyarázza a lánynak, hogy gyerekkorában neki is volt egy ikertestvére, aki meghalt 1944-ben egy náci kísérlet során Auschwitzban, a második világháború ideje alatt. Egy Dybbuk visszahozta a halott bátyját az életbe, amikor egy átjáró megnyílt a másik világba, csak hogy a testvére nem volt a régi, valami testet öltött benne. Kozma megölte az ikret, hogy megállítsa a szellemét, és most bosszú miatt kísérti a családját, ezért is lett Casey anyja öngyilkos, mert megőrült. Kozma ad Caseynek egy amulettet a védelemre; Arra utasítja, hogy a házában lévő összes tükröt törje össze és a szilánkokat égesse el, majd a hamut temesse el; Nemsoká elküldi Joseph Sendak Rabbihoz, hogy elvégezze rajta a keresztény-ördögűzést, amelytől a Dybukk eltávolodik a lelkétől. Sendak nem hiszi el Casey történetét, amíg ő maga meg nem lát egy kutyát – fejével kicsavarodva fejjel-lefelé a zsinagógában. A Dybukk megöli Kozmát, és nem sokkal később Romeet is. Casey és a barátja, Mark arra lesznek figyelmesek, hogy a gonosz lélek átszáll Romee testébe, és egyre erősebb.
Mark, Sendak, egy episzkopális lelkész, Arthur Wyndham, és más önkéntes megkezdik az ördögűzést, de a Dybukk megtámadja őket, és többükkel végez vagy megsebesít. A szellem, miután megszállja a lelkészt, üldözni kezdni Caseyt és Markot. Marknak sikerül fejbe vágnia, de őt viszont megszállja. Casey nyakba szúrja Markot az amulettel; Sendak megérkezik, és Caseyvel együtt befejezik az ördögűzést. A rítus az emberi világba hívja a Dybukkot, majd a szétválasztásnál Mark hatalmasat zuhan és meghal.
Casey siratja a haldokló barátját, és csodálkozik, hogy a Dybbuk még mindig benne van testében, és nem támadja meg, mint korábban. A lány vesz egy terhességi tesztet, és megtudja, hogy terhes Marktól; ikreket vár.

## Szereplők
| Színész          | Szereplő            | Magyar hang   |
| ---------------- | ------------------- | ------------- |
| Odette Annable   | Casey Beldon        | Ruttkay Laura |
| Gary Oldman      | Rabbi Joseph Sendak | Rosta Sándor  |
| Cam Gigandet     | Mark Hardigan       | Hamvas Dániel |
| Idris Elba       | Arthur Wyndham      | Vári Attila   |
| James Remar      | Gordon Beldon       | Beratin Gábor |
| Carla Gugino     | Janet Beldon        | ?             |
| Meagan Good      | Romee               | Molnár Ilona  |
| Jane Alexander   | Sofi Kozma          | Kassai Ilona  |
| Rachel Brosnahan | Lisa                | ?             |
| Michael Sassone  | Eli Walker          | ?             |
| Ethan Cutkosky   | Barto               | ?             |
| Atticus Shaffer  | Matty Newton        | Kilényi Márk  |
| Rhys Coiro       | Mr. Shields         | ?             |